# Prvenstvo Jugoslavije u velikom rukometu za žene 1956.
Posljednje izdanje jugoslavenskog prventva u velikom rukometu za žene je igrano 1956., a osvojila ga je ekipa Spartak iz Subotice.

## Savezno prvenstvo
Završni turnir igran u Subotici.
| mj | klub                | ut | pob | ner | por | gol+ | gol- | bod |
| -- | ------------------- | -- | --- | --- | --- | ---- | ---- | --- |
| 1. | Spartak (Subotica)  | 2  | 2   | 0   | 0   | 19   | 3    | 4   |
| 2. | Lokomotiva (Zagreb) | 2  | 1   | 0   | 1   | 11   | 6    | 2   |
| 3. | Rudar (Trbovlje)    | 2  | 0   | 0   | 2   | 0    | 21   | 0   |